# Либертарианская партия Канады
Либертарианская партия Канады (англ. Libertarian Party of Canada, фр. Parti libertarien du Canada) — федеральная политическая партия в Канаде, основанная в 1973 году. Партия придерживается классических либеральных принципов либертарианского движения Канады. Миссия партии — уменьшить размер, масштабы и расходы правительства. Политика, за которую выступает партия, включает прекращение запрета на наркотики, прекращение государственной цензуры, снижение налогов, защиту прав на оружие и невмешательство.

## Лидеры

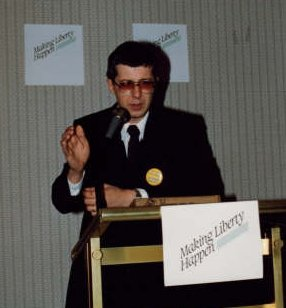
Джордж Данс

| Номер | Лидер                 | Годы в офисе               |
| ----- | --------------------- | -------------------------- |
| 1     | Мистер Брус Ивой      | 1973-1974                  |
| 2     | Charles «Chuck» Lyall | 1974-1976                  |
| 3     | Рон Бэйли             | 1976-1978                  |
| 4     | Алекс Иглшам          | 1978-1979                  |
| 5     | Линда Кэин            | 1980-1982                  |
| 6     | Неил Рельнодс         | May 1982—1983              |
| 7     | Виктор Левис          | 1983-1987                  |
| 8     | Денис Корриган        | 1987-1990                  |
| 9     | Станислав Тыминьский  | 1990-1991                  |
| 10    | Джордж Данс           | 1991-1993                  |
| 11    | Хиллард Кох           | May 1993—1995              |
| (10)  | Джордж Данс           | 1995-1996                  |
| 12    | Винсент Пульт         | 12 May 1996 — 5 April 1997 |
| 13    | Роберт Морс           | 1997-1999                  |
| 14    | Джин-Серж Бризон      | 1999 — 18 May 2008         |
| 15    | Денис Янг             | 18 May 2008 — May 2011     |
| 16    | Кэтрин Човн           | May 2011 — May 2014        |
| 17    | Тим Моэн              | May 2014 — present         |

## Результаты выборов
| Год выборов | Лидер            | Кандидаты | Голоса | Процент всенародного голосования | Доля в оспариваемых поездках |
| ----------- | ---------------- | --------- | ------ | -------------------------------- | ---------------------------- |
| 1979        | Алекс Иглшам     | 60 из 282 | 16,042 | 0.13 %                           | 0.58 %                       |
| 1980        | вакантно         | 58 из 282 | 14,656 | 0.13 %                           | 0.58 %                       |
| 1984        | Виктор Левис     | 72 из 282 | 23,514 | 0.19 %                           | 0.71 %                       |
| 1988        | Денис Корриган   | 88 из 295 | 33,185 | 0.25 %                           | 0.75 %                       |
| 1993        | Хиллард Кох      | 52 из 295 | 14,630 | 0.12 %                           | 0.58 %                       |
| 1997        | -                | -         | -      | -                                | -                            |
| 2000        | -                | -         | -      | -                                | -                            |
| 2004        | Джин-Серж Бризон | 8 из 308  | 1,949  | 0.02 %                           | 0.52 %                       |
| 2006        | Джин-Серж Бризон | 10 из 308 | 3,002  | 0.02 %                           | 0.57 %                       |
| 2008        | Денис Янг        | 28 из 308 | 7,300  | 0.05 %                           | 0.57 %                       |
| 2011        | Денис Янг        | 23 из 308 | 6,017  | 0.04 %                           | 0.50 %                       |
| 2015        | Тим Моэн         | 72 из 338 | 37,407 | 0.21 %                           | 0.93 %                       |
| 2019        | Тим Моэн         | 24 из 338 | 8,281  | 0.05 %                           | 0.61 %                       |

### Партия также выдвинула ряд кандидатов для участия вдополнительных выборах
- 1980 дополнительные выборы: 1
- 1981 дополнительные выборы: 1
- 1982 дополнительные выборы: 1
- 1990 дополнительные выборы: 2
- 1995 дополнительные выборы: 1
- 2008 дополнительные выборы: 1
- 2010 дополнительные выборы: 1
- 2012 дополнительные выборы: 3
- 2013 дополнительные выборы: 3
- 2014 дополнительные выборы: 2
- 2016 дополнительные выборы: 1
- 2017 дополнительные выборы: 4

## История
Партия была основана 7 июля 1973 года Брюсом Эвой  (который стал её первым председателем) и семью другими. Эвой баллотировался в Парламент на федеральные выборы 1974 г. в Торонто округе Rosedale. Партия получила зарегистрированный статус на федеральных выборах 1979 года, выставив более пятидесяти кандидатов.
Партия описывала себя как «четвертую партию» Канады в 1980-х , но с тех пор её вытеснили новые партии, такие как «Блок Квебеков» и Партия зеленых Канады. Партия отказалась присоединиться к Партия реформ Канады, когда она была сформирована в 1987 году.  Многие либертарианцы также были привлечены к провинциальной Прогрессивно-консервативной партии, которые переместились вправо в течение 1990-х годах в Онтарио при Майке Харрисе и в Альберта при Ральфе Кляйне. Сокращение членского состава и ресурсов партии привело к тому, что Выборы в Канаде лишили их статуса зарегистрированной партии непосредственно перед федеральные выборы 1997 года, когда партия не смогла выставить минимум пятьдесят кандидатов, необходимых, чтобы сохранить свою регистрацию. 
С 22 мая 2000 года по 18 мая 2008 года партией руководил Жан-Серж Бриссон; затем его сменил Деннис Янг. Янг победил уходящего президента партии Алана Мерсера в борьбе за лидерство. Саванна Линклейтер была избрана заместителем председателя. В мае 2011 года Катрина Чоун была избрана председателем Либертарианской партии; в мае 2014 года был избран Тим Моэн.
На федеральные выборы 2015 г. партия выдвинула 72 кандидата и укрепила свои позиции в качестве 6-й федеральной партии в Канаде, с ростом более чем на 500 % по сравнению с федеральными выборами 2011 г..
Следующий съезд Федеральной либертарианской партии Канады состоялся в Оттаве с 5 по 7 июля 2018 года, завершившись 45-й годовщиной создания партии.
17 сентября Моэн объявил, что рассматривает возможность слияния Либертарианской партии с недавно сформированной Народной партией Канады во главе с бывшим депутатом Консервативной Максимом Бернье. Вопрос должен быть поставлен на партийное голосование, дата пока не разглашается.